# Genevra Stone
Genevra Lea Stone (Boston, 11 de julio de 1985) es una deportista estadounidense que compitió en remo. Es hija de la remera Lisa Hansen.
Participó en tres Juegos Olímpicos de Verano, obteniendo una medalla de plata en Río de Janeiro 2016, en la prueba de scull individual, el séptimo lugar en Londres 2012 (scull individual) y el quinto en Tokio 2020 (doble scull).

## Palmarés internacional
| Juegos Olímpicos | Juegos Olímpicos        | Juegos Olímpicos | Juegos Olímpicos |
| Año              | Lugar                   | Medalla          | Prueba           |
| ---------------- | ----------------------- | ---------------- | ---------------- |
| 2016             | Río de Janeiro (Brasil) | Medalla de plata | Scull individual |